# Паксонг

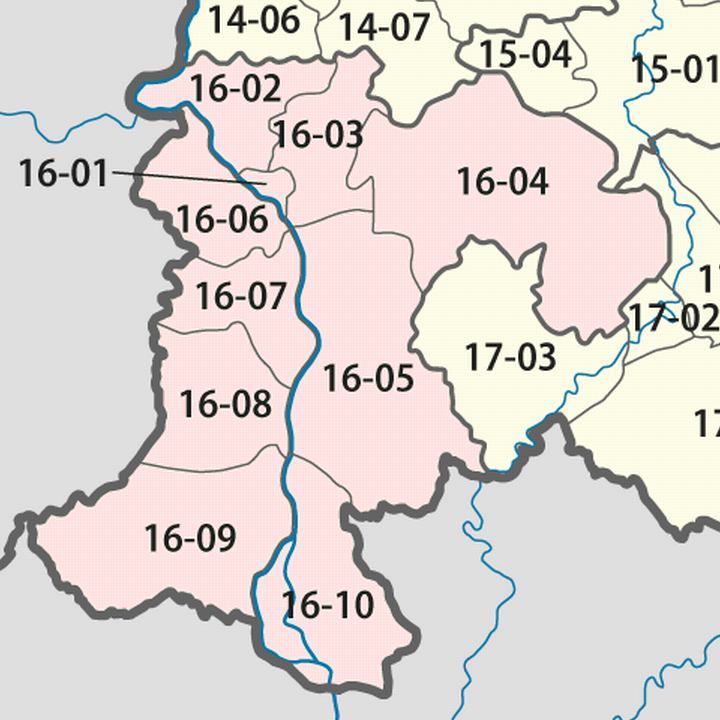
Число 16-04

Паксонг — один з районів (лаос. ເມືອງ муанг) провінції Тямпасак, Лаос.